# Mamutowiec olbrzymi
Mamutowiec olbrzymi, sekwojadendron, sekwoja olbrzymia, mamutowe drzewo, welingtonia (Sequoiadendron giganteum) – gatunek drzew iglastych, wyróżniających się potężnymi rozmiarami. Osiągają wiek 2000-3500 lat. Współczesne drzewa dorastają do 95 m wysokości i 10 m średnicy (z Parku Narodowego Sekwoi w Kalifornii znane są pnie drzew ściętych w XIX wieku, o średnicy 12 m i wysokości szacowanej na 135 m). Do gatunku tego należą jedne z najwyższych drzew świata, obok eukaliptusa królewskiego i sekwoi wieczniezielonej. Do Europy pierwsze mamutowce sprowadzono ok. połowy XIX wieku.  Są często uprawiane jako drzewa ozdobne w parkach, wymagają klimatu łagodnego, morskiego, są wrażliwe na mróz. W Polsce przemarzają, dlatego większość okazów rośnie w zachodniej części kraju.

## Odkrycie
Poza rdzenną ludnością indiańską ludźmi, którzy jako pierwsi zetknęli się z potężnymi mamutowcami, byli najwyraźniej członkowie wyprawy Josepha Walkera w 1833 roku, którzy przechodząc na północ od doliny Yosemite musieli przejść przez lasy z mamutowcami, zwane Merced i Toulumne. Jednak istotne skutki dla nauki miało spotkanie z tymi drzewami jednego z poszukiwaczy złota w 1852 roku. Wielkie drzewa szybko stały się sławne. Jeszcze w tym samym roku materiały zielnikowe trafiły do Alberta Kellogga z California Academy of Sciences. On też zdradził lokalizację drzew Williamowi Lobbowi, który z zebranymi materiałami pojechał w 1853 roku do Anglii. Tam jeszcze przed końcem tego roku John Lindley opisał gatunek pod nazwą Wellingtonia gigantea. Zirytowało to amerykańskich botaników, bowiem nazwa upamiętniała brytyjskiego wojskowego – Arthura Wellesleya, księcia Wellington, poza tym nadana została przez Anglika, który nie widział drzew na oczy. Szczęśliwie dla nich Lindley zrobił błąd, bowiem nazwa rodzaju Wellingtonia została użyta wcześniej w 1840 roku w odniesieniu do rodzaju roślin z rodziny sabiowatych. W zamieszaniu skorzystał francuski botanik – Joseph Decaisne, który w 1854 opisał gatunek jako Sequoia gigantea. Wyprzedził Amerykanów (m.in. Kelloga), którzy gatunek opisali pod nazwą Taxodium giganteum w 1855. Mimo zyskanej popularności nazwa autorstwa Decaisne okazała się także niezgodna z zasadami nomenklatury botanicznej (wcześniej użyta została przez Stephana Endlichera do określenia jednej z odmian sekwoi wieczniezielonej Sequoia sempervirens). W tej sytuacji przyjęta została (początkowo z silnymi oporami, wynikającymi z przyzwyczajenia do wyróżniania dwóch gatunków sekwoi) diagnoza amerykańskiego botanika Johna Buchholza z 1939, który wyodrębnił ten gatunek w ramach monotypowego rodzaju Sequoiadendron jako S. giganteum.

## Występowanie
Występują dziko tylko na terenie wąskiego pasa o długości ok. 400 km, biegnącego pomiędzy 1500–2500 m n.p.m. wzdłuż zachodnich stoków gór Sierra Nevada w Kalifornii.
Poza naturalnym zasięgiem gatunek został szeroko rozpowszechniony jako roślina ozdobna i kolekcjonerska.

## Morfologia

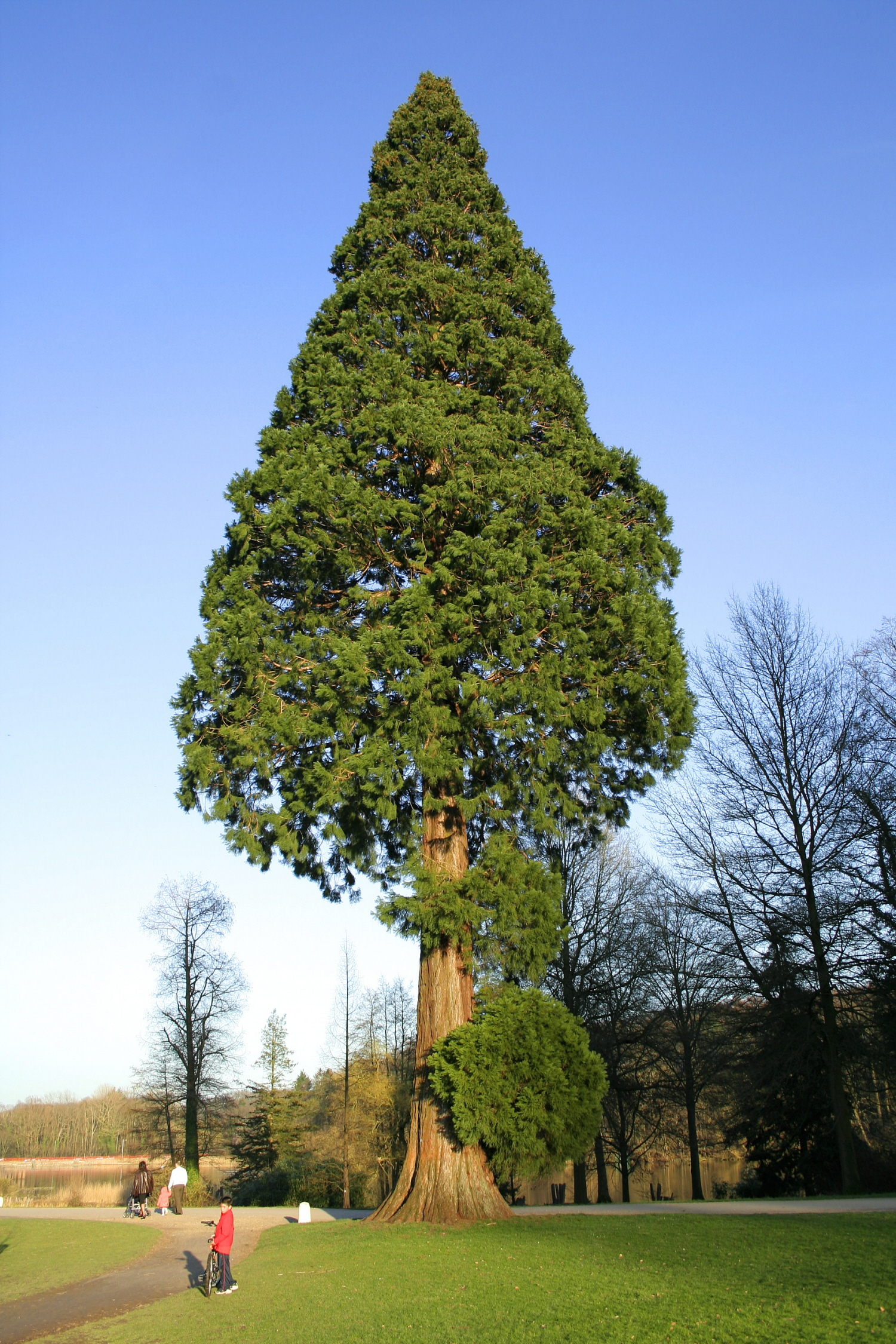
Pokrój młodego drzewa

PokrójKorona jest gęsta, w młodości stożkowata, z czasem wąskocylindryczna. U starszych okazów konary wyrastają dopiero na dużej wysokości nad ziemią, z wiekiem rosną nieregularnie. Gałęzie rozpostarte są horyzontalne lub lekko opadają, ze wzniesionymi końcówkami.
PieńProsty, u nasady wyraźnie rozszerzony, w dolnej części zwęża się wyraźnie, wyżej nieznacznie. Kora cynamonowoczerwona, uderzająco miękka i gruba (do 50–60 cm), określana jako gąbczasta. Na starych drzewach jest głęboko bruzdowana i spękana, włóknista, łuszcząca się płatami. Młode pędy barwy zielonkawoszarej, z czasem brązowieją są bardzo sztywne i mocne. Największy obecnie osobnik tego gatunku, drzewo o nazwie "General Sherman Tree", rośnie na terenie leżącego w górach Sierra Nevada, Narodowego Parku Sekwoi. Drzewo to przy wysokości 84 m i średnicy pnia 8 m waży około 1200 ton. Objętość drewna tego drzewa (miąższość), wynosząca 1487 m³, odpowiada mniej więcej miąższości drewna ze świerków rosnących na powierzchni ponad hektara (najbardziej zasobne w Polsce drzewostany świerka istebniańskiego osiągają ok. 1200 m³ na 1 hektar).
LiścieCiemnozielone lub niebieskawozielone igły, niekiedy błyszczące, po roztarciu wydzielają zapach. Ułożone spiralnie w trzech podłużnych szeregach. Osiągają ok. 3–6 (czasem do 10) mm długości, są łuskowate, lancetowate lub szydlaste, ostro zaostrzone, na wierzchu płaskie, a pod spodem z rowkiem. Na starszych częściach pędów przylegają do gałęzi, a w strefie wierzchołkowej wyraźniej odstają. Zaschnięte liście długo utrzymują się na pędach.
SzyszkiKwiaty rozdzielnopłciowe, przy czym rośliny są jednopienne – kwiatostany męskie i żeńskie powstają pojedynczo na końcach pędów tych samych okazów, czasem te drugie wyrastają parami. Kwiatostany męskie są owalne i białawe, 4–8 mm długie, zbudowane z 12-20 sporofili, rosną zawsze pojedynczo na końcach pędów. Szyszki żeńskie wyrastają na najpierw wzniesionych, a później zwisających szypułach, stale grubiejących w trakcie dojrzewania nasion. Mają kształt elipsoidalny o długości od 4 do 9 cm, i szerokości do 5 cm, zbudowane są z 25-45 silnie zdrewniałych i silnie przylegających łusek. Pomarszczone tarczki na łuskach szyszkowych z wyraźnym ciernistym wyrostkiem.
NasionaUłożone po kilka (od 3 do 9) na każdej łusce. Są jasnobrązowe, spłaszczone i wąsko, asymetrycznie oskrzydlone. Osiągają długość 3–6 mm.

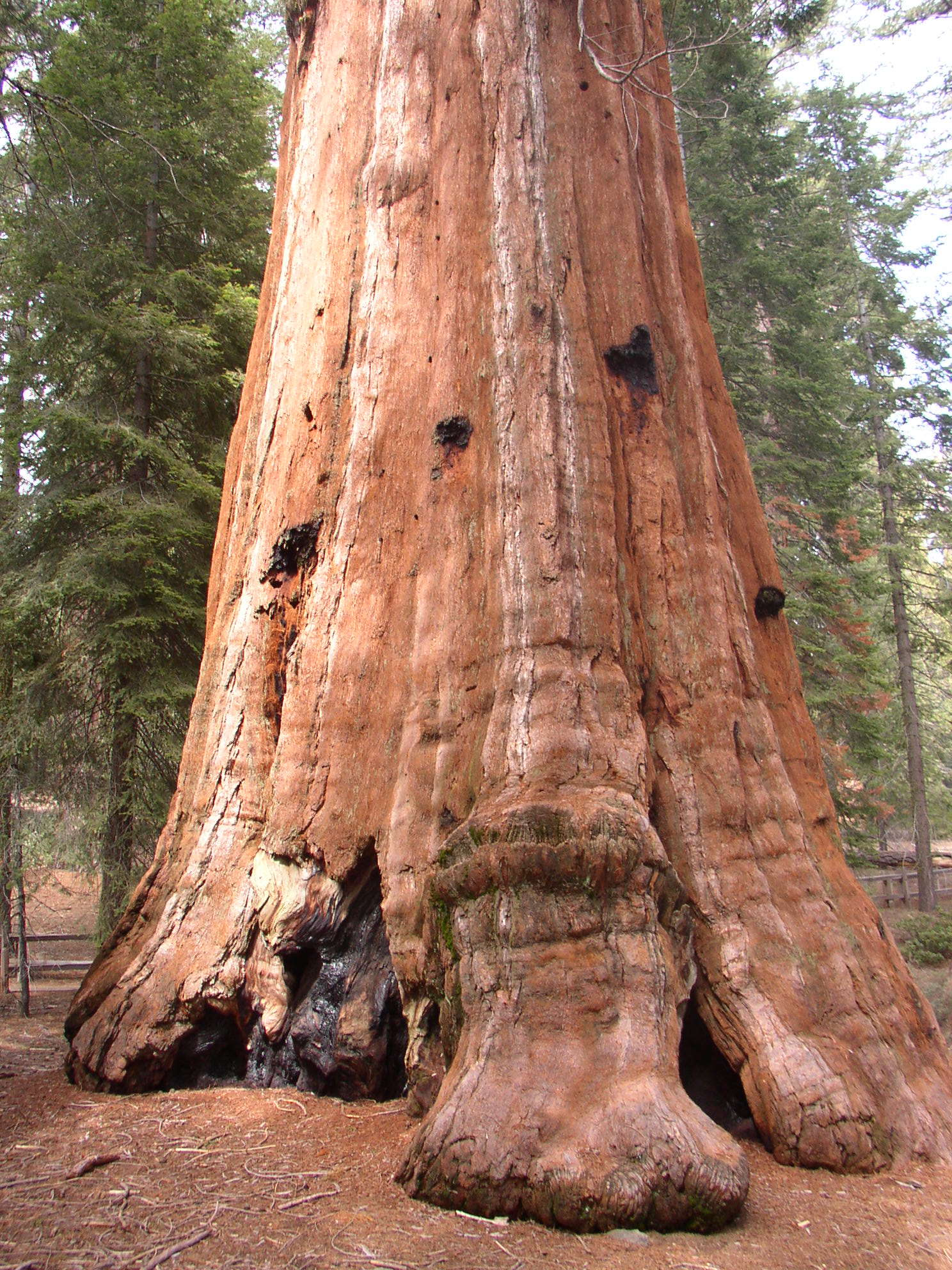
Nasada pnia
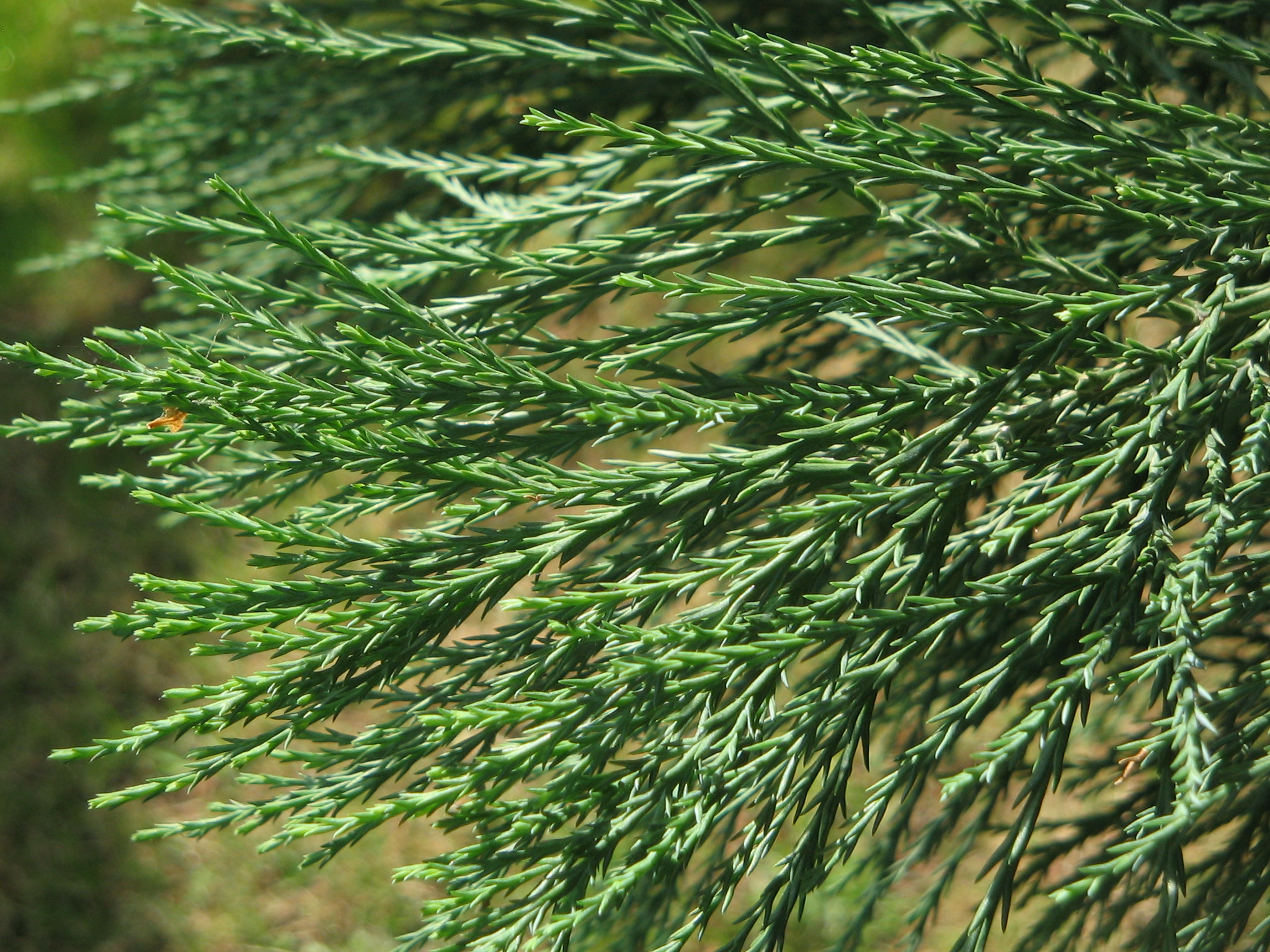
Liście
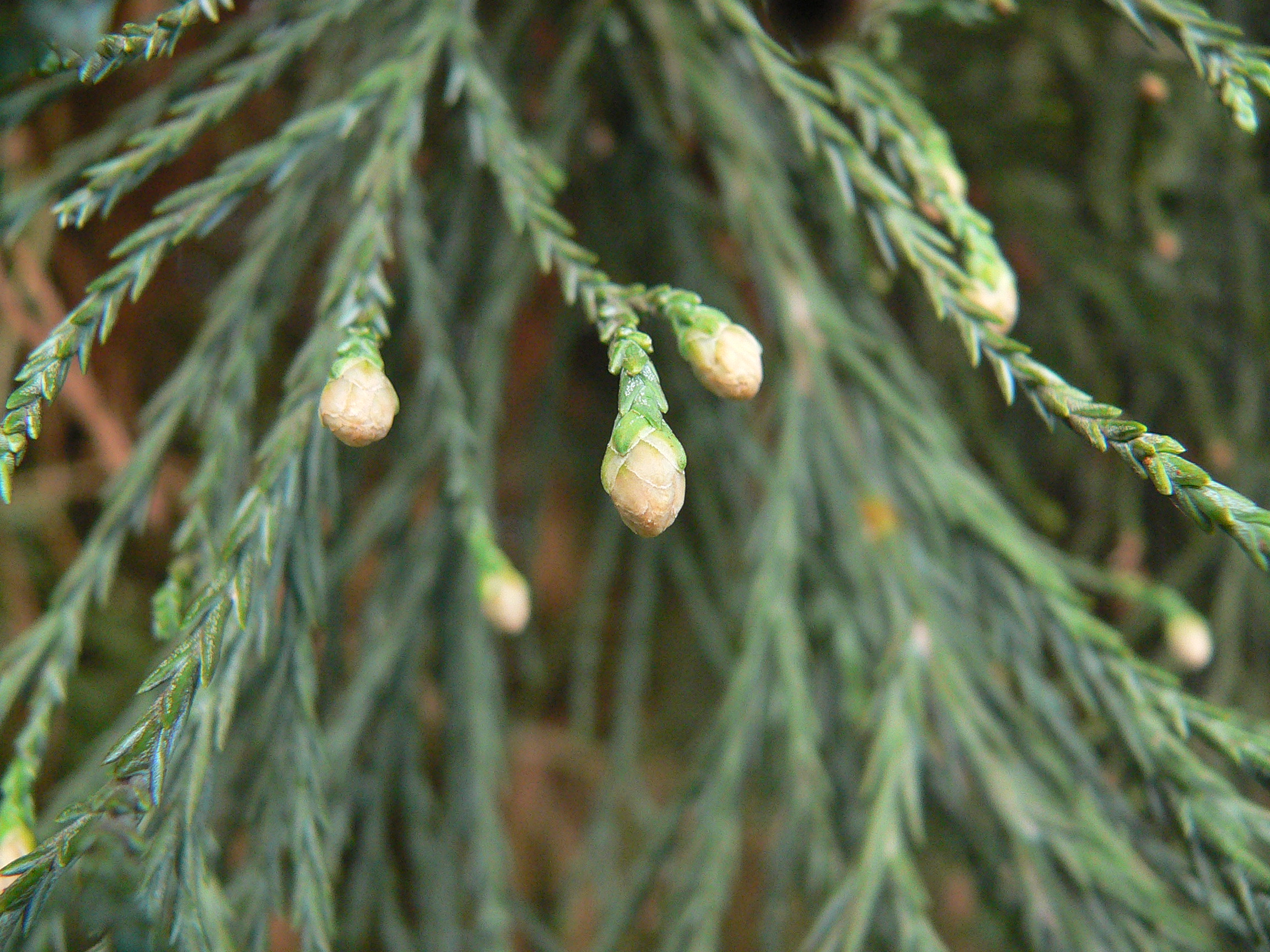
Rozwijające się kwiatostany męskie
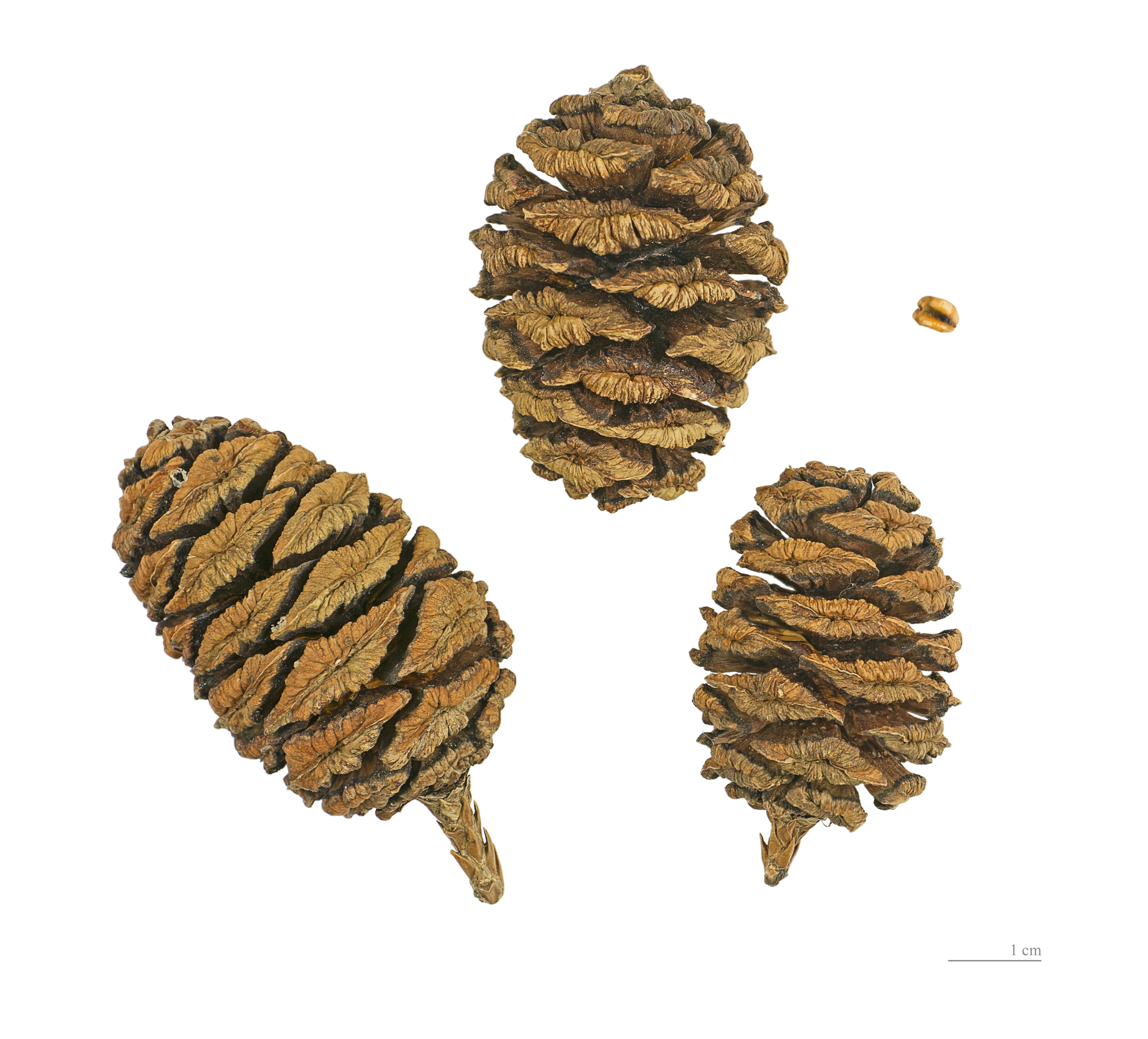
Dojrzałe szyszki żeńskie po wysypaniu nasion

## Biologia i ekologia
Drzewa tego gatunku dożywają do ok. 3,5 tys. lat. W odpowiednich warunkach rosną szybko, osiągając ponad 21 m w ciągu 17 lat, 50 m w wieku ok. 100 lat. Corocznie drzewo jest wyższe o ok. 45–60 cm. Średnica pnia może przyrastać o 5–10 cm rocznie. Kwitnienie trwa od marca do kwietnia. Szyszki osiągają pełną wielkość jesienią w następnym roku od powstania, dojrzewają w trzecim roku, po czym po wysypaniu nasion długo wiszą jeszcze na drzewie (w ojczyźnie nawet do 20–30 lat). Nasiona do skiełkowania pobudzane są w wyniku działania ognia. Siewka ma 3—5 liścieni.
W obrębie naturalnego zasięgu rośnie w lasach mieszanych na wysokościach od 900 do 2700 m n.p.m. w towarzystwie jodeł olbrzymich, cedrzyńców kalifornijskich, sosen żółtych i daglezji zielonych. Mamutowiec dobrze rośnie na głębokich glebach dobrze drenowanych. Ma zdolność penetracji niekorzystnej warstwy powierzchniowej do głębszej warstwy o korzystnych warunkach. Odpowiedzią na tę możliwość jest dodatni wzrost, gdy penetracja korzeni w głąb jest realizowana. Mamutowce posadzone w różnych częściach świata rosną szybko zarówno w glinie, żwirze, glebach torfowych, a nawet w jałowych glebach zasadowych (pH 7,6 do 8,5).
Drzewa są bardzo odporne na działanie wiatru, ale wrażliwe są i często uszkadzane przez uderzenia piorunów, przy czym zdarza się, że w wyniku wyładowania elektrycznego całe drzewa zdają się „eksplodować”.
DrewnoCzerwonawe, lekkie i miękkie, a przy tym bardzo trwałe – pozostaje zdrowe nawet u okazów padłych tysiąc lat temu. Jest jednak kruche i trudne do obróbki.

## Systematyka i zmienność
Gatunek Sequoiadendron giganteum reprezentuje monotypowy rodzaj Sequoiadendron Buchholz, Amer. J. Bot. 26: 536. Jul 1939. Rodzaj ten jest jednym z trzech w obrębie podrodziny Sequoioideae z rodziny cyprysowatych (Cupressaceae). W dawniejszych systemach rodzaj zaliczany był do rodziny cypryśnikowatych (Taxodiaceae), która jako takson parafiletyczny nie jest już wyróżniana. Powiązania filogenetycznie między trzema współczesnymi rodzajami podrodziny Sequoioideae są niejasne i rozmaicie przedstawiane. Część analiz genowych świadczy o tym, że kladem bazalnym w obrębie tej grupy jest rodzaj metasekwoja, według innych mamutowiec, czasem więc relacja przedstawiana jest w formie politomii.
Powiązania filogenetyczne rodzaju w obrębie rodziny cyprysowatych
|  | metasekwoja Metasequoia   |
|  |                           |
|  | sekwoja Sequoia           |
|  |                           |
|  | mamutowiec Sequoiadendron |
|  |                           |

|  | Taxodioideae                                                    |
|  |                                                                 |
|  | \| \| Callitroideae \| \| \| \| \| \| Cupressoideae \| \| \| \| |
|  |                                                                 |
|  | Callitroideae                                                   |
|  |                                                                 |
|  | Cupressoideae                                                   |
|  |                                                                 |

|  | Callitroideae |
|  |               |
|  | Cupressoideae |
|  |               |

|  | metasekwoja Metasequoia   |
|  |                           |
|  | sekwoja Sequoia           |
|  |                           |
|  | mamutowiec Sequoiadendron |
|  |                           |

|  | Taxodioideae                                                    |
|  |                                                                 |
|  | \| \| Callitroideae \| \| \| \| \| \| Cupressoideae \| \| \| \| |
|  |                                                                 |
|  | Callitroideae                                                   |
|  |                                                                 |
|  | Cupressoideae                                                   |
|  |                                                                 |

|  | Callitroideae |
|  |               |
|  | Cupressoideae |
|  |               |

|  | metasekwoja Metasequoia   |
|  |                           |
|  | sekwoja Sequoia           |
|  |                           |
|  | mamutowiec Sequoiadendron |
|  |                           |

|  | Taxodioideae                                                    |
|  |                                                                 |
|  | \| \| Callitroideae \| \| \| \| \| \| Cupressoideae \| \| \| \| |
|  |                                                                 |
|  | Callitroideae                                                   |
|  |                                                                 |
|  | Cupressoideae                                                   |
|  |                                                                 |

|  | Callitroideae |
|  |               |
|  | Cupressoideae |
|  |               |

|  | metasekwoja Metasequoia   |
|  |                           |
|  | sekwoja Sequoia           |
|  |                           |
|  | mamutowiec Sequoiadendron |
|  |                           |

|  | Taxodioideae                                                    |
|  |                                                                 |
|  | \| \| Callitroideae \| \| \| \| \| \| Cupressoideae \| \| \| \| |
|  |                                                                 |
|  | Callitroideae                                                   |
|  |                                                                 |
|  | Cupressoideae                                                   |
|  |                                                                 |

|  | Callitroideae |
|  |               |
|  | Cupressoideae |
|  |               |

|  | metasekwoja Metasequoia   |
|  |                           |
|  | sekwoja Sequoia           |
|  |                           |
|  | mamutowiec Sequoiadendron |
|  |                           |

|  | Taxodioideae                                                    |
|  |                                                                 |
|  | \| \| Callitroideae \| \| \| \| \| \| Cupressoideae \| \| \| \| |
|  |                                                                 |
|  | Callitroideae                                                   |
|  |                                                                 |
|  | Cupressoideae                                                   |
|  |                                                                 |

|  | Callitroideae |
|  |               |
|  | Cupressoideae |
|  |               |

|  | metasekwoja Metasequoia   |
|  |                           |
|  | sekwoja Sequoia           |
|  |                           |
|  | mamutowiec Sequoiadendron |
|  |                           |

|  | Taxodioideae                                                    |
|  |                                                                 |
|  | \| \| Callitroideae \| \| \| \| \| \| Cupressoideae \| \| \| \| |
|  |                                                                 |
|  | Callitroideae                                                   |
|  |                                                                 |
|  | Cupressoideae                                                   |
|  |                                                                 |

|  | Callitroideae |
|  |               |
|  | Cupressoideae |
|  |               |

|  | metasekwoja Metasequoia   |
|  |                           |
|  | sekwoja Sequoia           |
|  |                           |
|  | mamutowiec Sequoiadendron |
|  |                           |

|  | Taxodioideae                                                    |
|  |                                                                 |
|  | \| \| Callitroideae \| \| \| \| \| \| Cupressoideae \| \| \| \| |
|  |                                                                 |
|  | Callitroideae                                                   |
|  |                                                                 |
|  | Cupressoideae                                                   |
|  |                                                                 |

|  | Callitroideae |
|  |               |
|  | Cupressoideae |
|  |               |

|  | metasekwoja Metasequoia   |
|  |                           |
|  | sekwoja Sequoia           |
|  |                           |
|  | mamutowiec Sequoiadendron |
|  |                           |

|  | Taxodioideae                                                    |
|  |                                                                 |
|  | \| \| Callitroideae \| \| \| \| \| \| Cupressoideae \| \| \| \| |
|  |                                                                 |
|  | Callitroideae                                                   |
|  |                                                                 |
|  | Cupressoideae                                                   |
|  |                                                                 |

|  | Callitroideae |
|  |               |
|  | Cupressoideae |
|  |               |

|  | metasekwoja Metasequoia   |
|  |                           |
|  | sekwoja Sequoia           |
|  |                           |
|  | mamutowiec Sequoiadendron |
|  |                           |

|  | Taxodioideae                                                    |
|  |                                                                 |
|  | \| \| Callitroideae \| \| \| \| \| \| Cupressoideae \| \| \| \| |
|  |                                                                 |
|  | Callitroideae                                                   |
|  |                                                                 |
|  | Cupressoideae                                                   |
|  |                                                                 |

|  | Callitroideae |
|  |               |
|  | Cupressoideae |
|  |               |

|  | metasekwoja Metasequoia   |
|  |                           |
|  | sekwoja Sequoia           |
|  |                           |
|  | mamutowiec Sequoiadendron |
|  |                           |

|  | Taxodioideae                                                    |
|  |                                                                 |
|  | \| \| Callitroideae \| \| \| \| \| \| Cupressoideae \| \| \| \| |
|  |                                                                 |
|  | Callitroideae                                                   |
|  |                                                                 |
|  | Cupressoideae                                                   |
|  |                                                                 |

|  | Callitroideae |
|  |               |
|  | Cupressoideae |
|  |               |

|  | metasekwoja Metasequoia   |
|  |                           |
|  | sekwoja Sequoia           |
|  |                           |
|  | mamutowiec Sequoiadendron |
|  |                           |

|  | Taxodioideae                                                    |
|  |                                                                 |
|  | \| \| Callitroideae \| \| \| \| \| \| Cupressoideae \| \| \| \| |
|  |                                                                 |
|  | Callitroideae                                                   |
|  |                                                                 |
|  | Cupressoideae                                                   |
|  |                                                                 |

|  | Callitroideae |
|  |               |
|  | Cupressoideae |
|  |               |

|  | metasekwoja Metasequoia   |
|  |                           |
|  | sekwoja Sequoia           |
|  |                           |
|  | mamutowiec Sequoiadendron |
|  |                           |

|  | Taxodioideae                                                    |
|  |                                                                 |
|  | \| \| Callitroideae \| \| \| \| \| \| Cupressoideae \| \| \| \| |
|  |                                                                 |
|  | Callitroideae                                                   |
|  |                                                                 |
|  | Cupressoideae                                                   |
|  |                                                                 |

|  | Callitroideae |
|  |               |
|  | Cupressoideae |
|  |               |

|  | metasekwoja Metasequoia   |
|  |                           |
|  | sekwoja Sequoia           |
|  |                           |
|  | mamutowiec Sequoiadendron |
|  |                           |

|  | Taxodioideae                                                    |
|  |                                                                 |
|  | \| \| Callitroideae \| \| \| \| \| \| Cupressoideae \| \| \| \| |
|  |                                                                 |
|  | Callitroideae                                                   |
|  |                                                                 |
|  | Cupressoideae                                                   |
|  |                                                                 |

|  | Callitroideae |
|  |               |
|  | Cupressoideae |
|  |               |

|  | metasekwoja Metasequoia   |
|  |                           |
|  | sekwoja Sequoia           |
|  |                           |
|  | mamutowiec Sequoiadendron |
|  |                           |

|  | Taxodioideae                                                    |
|  |                                                                 |
|  | \| \| Callitroideae \| \| \| \| \| \| Cupressoideae \| \| \| \| |
|  |                                                                 |
|  | Callitroideae                                                   |
|  |                                                                 |
|  | Cupressoideae                                                   |
|  |                                                                 |

|  | Callitroideae |
|  |               |
|  | Cupressoideae |
|  |               |

|  | metasekwoja Metasequoia   |
|  |                           |
|  | sekwoja Sequoia           |
|  |                           |
|  | mamutowiec Sequoiadendron |
|  |                           |

|  | Taxodioideae                                                    |
|  |                                                                 |
|  | \| \| Callitroideae \| \| \| \| \| \| Cupressoideae \| \| \| \| |
|  |                                                                 |
|  | Callitroideae                                                   |
|  |                                                                 |
|  | Cupressoideae                                                   |
|  |                                                                 |

|  | Callitroideae |
|  |               |
|  | Cupressoideae |
|  |               |

|  | metasekwoja Metasequoia   |
|  |                           |
|  | sekwoja Sequoia           |
|  |                           |
|  | mamutowiec Sequoiadendron |
|  |                           |

|  | Taxodioideae                                                    |
|  |                                                                 |
|  | \| \| Callitroideae \| \| \| \| \| \| Cupressoideae \| \| \| \| |
|  |                                                                 |
|  | Callitroideae                                                   |
|  |                                                                 |
|  | Cupressoideae                                                   |
|  |                                                                 |

|  | Callitroideae |
|  |               |
|  | Cupressoideae |
|  |               |

Odmiany uprawne
Jeszcze w XIX wieku wyróżniono dwie odmiany:
- 'Aureum' – bardzo rzadko spotykana, rośliny wolno rosnące, z gęstymi pędami, których najmłodsze części są jasnożółte.
- 'Pendulum' – rzadko spotykana, rośliny z odgałęzieniami bocznymi rosnącymi niemal pionowo ku dołowi, z liśćmi ściśle przylegającymi do pędów.

## Zagrożenia i ochrona
Ze względu na majestatyczne rozmiary i rzadkość występowania drzewa tego gatunku budziły od początków ich odkrycia duże zainteresowanie. W ich ochronę od początku angażowali się prezydenci Stanów Zjednoczonych. Mimo to od odkrycia do 1955 roku były przedmiotem intensywnej eksploatacji. Poza tym pogorszyły warunki dla naturalnego odnowienia tego gatunku działania zmierzające do ograniczenia zagrożenia pożarowego, wiążące się z wprowadzaniem do lasów gatunków podszytowych. Obecnie ok. 90% zasobów tego gatunku znajduje się pod ochroną prawną.

## Uprawa
Gatunek jako roślina ozdobna sadzony jest w Europie oraz w Chinach. Najstarsze okazy sprowadzone i posadzone zostały w Wielkiej Brytanii w 1854. Dzięki powszechnemu zainteresowaniu jakie gatunek ten wzbudził w XIX wieku, szybko został rozpowszechniony w europejskich parkach i ogrodach botanicznych. Ze względu na wrażliwość na mróz doskonale rosną okazałe dziś drzewa w Europie Południowej i Europie Zachodniej (na wschodzie po wybrzeża Morza Czarnego), w Europie Środkowej w Austrii i na Słowacji.
W Polsce może być uprawiany na obszarach pod silniejszymi wpływami klimatu morskiego – w zachodniej części kraju. I tu jednak drzewa przemarzają. Obumarł m.in. największy w okresie przedwojennym okaz rosnący w parku przy Pałacu Kłanino (zaszkodziły mu surowe zimy z końca lat 20. i 30 XX wieku. Podobny los spotkał kolejny pod względem wielkości okaz w Glinnej, który osiągnął 4,5 m obwodu i 38 m wysokości. Po obumarciu tego drzewa największe w Polsce drzewo tego gatunku rośnie w Brwicach (zachodniopomorskie). W 1983 jego wiek określono na 88 lat, więc rośnie od 1895 roku. W 2014 roku miał 26,6 m wysokości, a obwód pnia (na wysokości 1,3 m) wynosił 3,73 m. Drzewo jest pomnikiem przyrody.
WymaganiaDobrze rośnie tylko tam, gdzie zimy są łagodne, a lata ciepłe i wilgotne. Ze względu na wrażliwość na niskie temperatury, w warunkach środkowoeuropejskich zwłaszcza młode okazy wymagają okrywania na zimę.
RozmnażanieZ nasion wysiewanych w szklarni, przy czym mamutowce olbrzymie w Polsce wydają ułamek procenta nasion zdolnych do kiełkowania.

## Obecność w kulturze i znaczenie symboliczne
Mamutowiec wspólnie z sekwoją wieczniezieloną określane w języku angielskim nazwą zbiorową jako redwood, stanowią drzewo stanowe (symbol) Kalifornii.